# Der große Eisenbahnraub (Roman)
Der große Eisenbahnraub ist ein Roman des amerikanischen Autors Michael Crichton aus dem Jahr 1975. Thema des Buchs ist der große Eisenbahnraub von 1855, bei dem eine Gruppe Krimineller rund 200 lbs. Gold (entspricht 91 Kilogramm) aus einem fahrenden Zug entwendete, der sich auf dem Weg nach Folkestone befand.
Das Buch spielt während des Viktorianischen Zeitalters vor dem Hintergrund des Krimkrieges, die Handlung findet zum Großteil in London statt. Der als „Gentleman“ beschriebene Edward Pierce plant mit einer Gruppe von Komplizen einen Goldtransport per Eisenbahn während der Fahrt auszurauben. In monatelanger Vorbereitung mittels Beobachtungen, Bestechung und Täuschungen beschafft sich die Gruppe Abdrucke von Tresorschlüsseln, Bleikugeln als Gewichtdummies und schließlich den Zugang zu den Transportwagen, in denen das Gold transportiert wird. Der Raub gelingt, die Täter werden jedoch gefasst.
Der Roman entspricht weitgehend den historischen Fakten, während die Namen der Protagonisten verändert wurden. Aus dem ehemaligen Bahnangestellten William Pierce wird im Buch der Gentleman Edward Pierce, aus dem Berufsverbrecher Edward Agar wird Robert Agar.

## Fehler
Pierce erwähnt den Bergsteiger Coolidge, tatsächlich war W. A. B. Coolidge zu diesem Zeitpunkt erst 5 Jahre alt, gehörte also nicht zum Goldenen Zeitalter des Alpinismus, sondern zum Silbernen Zeitalter.
Der Bank-Präsident Trent besitzt eine Dr. Scotts elektrische Haarbürste. Elektrische Motoren waren aber zu dieser Zeit noch nicht verbreitet und es gab noch kein Stromnetz.

## Verfilmung
Der Roman wurde 1979 unter der Regie von Crichton mit Sean Connery als Edward Pierce, Donald Sutherland als Robert Agar und Lesley-Anne Down als Miriam unter dem Titel Der große Eisenbahnraub verfilmt; die Musik stammt von Jerry Goldsmith.
Der Film wurde für den Best Cinematography Award der British Society of Cinematographers und für den Best Motion Picture by the Edgar Allan Poe award durch die Mystery Writers Association of America nominiert.

## Ausgaben
- The Great Train Robbery. Knopf, New York 1975, ISBN 0-394-49401-6.
- Der große Eisenbahnraub. Deutsch von Hans-Joachim Maass, Rowohlt, Reinbek b. Hamburg 1994, ISBN 3-498-00844-7.